# Juan Luis Guerra
Juan Luis Guerra (født 7. juni 1957 i Santo Domingo, den Dominikanske republik) er en musiker, sanger og sangskriver.
Han vandt tre Latin Grammy Awards i 2010.

## Diskografi
Bilboard top 100

### Album
| Dato                                              | År   | Hitliste | Hitliste    | Hitliste | Certificationer           |
| Dato                                              | År   | US Latin | US Tropical | US       | Certificationer           |
| ------------------------------------------------- | ---- | -------- | ----------- | -------- | ------------------------- |
| Soplando                                          | 1984 | —        | —           | —        |                           |
| Mudanza y Acarreo                                 | 1985 | —        | —           | —        |                           |
| Mientras Más Lo Pienso...Tú                       | 1987 | —        | —           | —        |                           |
| Ojalá Que Llueva Café                             | 1989 | 40       | 2           | —        |                           |
| Bachata Rosa                                      | 1990 | 19       | 1           | —        | - US: Platinum (Latin)    |
| Areíto                                            | 1992 | 9        | 2           | —        |                           |
| Fogaraté                                          | 1994 | 3        | 2           | —        |                           |
| Ni es lo mismo ni es igual                        | 1998 | 4        | 2           | —        | - US: 2× Platinum (Latin) |
| Para Ti                                           | 2004 | 2        | 1           | 108      | - US: 3× Platinum (Latin) |
| La llave de mi corazón                            | 2007 | 1        | 1           | 77       |                           |
| A Son de Guerra                                   | 2010 | 2        | 1           | 52       | - US: Platinum (Latin)    |
| Colección Cristiana                               | 2012 | 6        | 2           | —        |                           |
| Todo Tiene Su Hora                                | 2014 | 1        | 1           | 65       |                           |
| Albummer der ikke nåede hitlisten er angivet "—". |      |          |             |          |                           |

### Single
| Dato                                           | Sang                                        | Hitliste | Hitliste     | Hitliste                                   | Album                      |
| Dato                                           | Sang                                        | US Latin | US Latin Pop | Andre lister                               | Album                      |
| ---------------------------------------------- | ------------------------------------------- | -------- | ------------ | ------------------------------------------ | -------------------------- |
| 1989                                           | "Ojalá Que Llueva Café"                     | 21       | —            |                                            | Ojalá Que Llueva Café      |
| 1989                                           | "Como Abeja al Panal"                       | 31       | —            |                                            | Bachata Rosa               |
| 1990                                           | "La Bilirrubina"                            | 31       | —            |                                            | Bachata Rosa               |
| 1990                                           | "Burbujas de Amor"                          | 2        | —            |                                            | Bachata Rosa               |
| 1990                                           | "A Pedir Su Mano"                           | 13       | —            |                                            | Bachata Rosa               |
| 1991                                           | "Estrellitas y Duendes"                     | 3        | —            |                                            | Bachata Rosa               |
| 1991                                           | "Bachata Rosa"                              | 15       | 25           |                                            | Bachata Rosa               |
| 1991                                           | "Carta de Amor"                             | 35       | —            |                                            | Bachata Rosa               |
| 1991                                           | "Frío Frío"                                 | 4        | —            |                                            | Areíto                     |
| 1992                                           | "Señales de Humo"                           | 6        | —            |                                            | Areíto                     |
| 1992                                           | "El Costo de la Vida"                       | 1        | —            |                                            | Areíto                     |
| 1993                                           | "Mal de Amor"                               | 4        | —            |                                            | Areíto                     |
| 1993                                           | "Coronita de Flores"                        | 4        | —            |                                            | Areíto                     |
| 1993                                           | "Rompiendo Fuente"                          | 27       | —            |                                            | Areíto                     |
| 1994                                           | "Cuando Te Beso"                            | 28       | —            |                                            | Areíto                     |
| 1994                                           | "La Cosquillita"                            | 6        | —            |                                            | Fogaraté                   |
| 1994                                           | "Viviré"                                    | 5        | 1            |                                            | Fogaraté                   |
| 1995                                           | "El Beso de la Ciguatera"                   | 17       | 5            |                                            | Fogaraté                   |
| 1998                                           | "Mi PC"                                     | 1        | 2            |                                            | Ni es lo Mismo ni es Igual |
| 1999                                           | "Palomita Blanca"                           | 1        | 3            |                                            | Ni es lo Mismo ni es Igual |
| 1999                                           | "El Niágara en Bicicleta                    | 2        | 4            |                                            | Ni es lo Mismo ni es Igual |
| 1999                                           | "La Hormiguita"                             | —        | 33           |                                            | Ni es lo Mismo ni es Igual |
| 2001                                           | "Tú"                                        | 28       | 21           |                                            | Colección Romántica        |
| 2001                                           | "Quisiera"                                  | 33       | 19           |                                            | Colección Romántica        |
| 2004                                           | "Las Avispas"                               | 4        | 11           |                                            | Para Ti                    |
| 2004                                           | "Para Ti"                                   | 17       | 16           |                                            | Para Ti                    |
| 2005                                           | "Los Dinteles"                              | —        | —            | Tropical Songs: 17                         | Para Ti                    |
| 2007                                           | "La Llave de Mi Corazón"                    | 1        | 2            | Regional Mexican Songs: 33 Radio Songs: 66 | La Llave de Mi Corazón     |
| 2007                                           | "Que Me Des Tu Cariño"                      | 2        | 5            |                                            | La Llave de Mi Corazón     |
| 2007                                           | "La Travesía"                               | 3        | 3            |                                            | La Llave de Mi Corazón     |
| 2008                                           | "Solo Tengo Ojos Para Ti"                   | 28       | 9            |                                            | La Llave de Mi Corazón     |
| 2008                                           | "Como Yo"                                   | 18       | 13           |                                            | La Llave de Mi Corazón     |
| 2010                                           | "Bachata en Fukuoka"                        | 1        | 1            | Tropical Songs: 1                          | A Son de Guerra            |
| 2010                                           | "La Guagua"                                 | 23       | 10           | Tropical Songs: 15                         | A Son de Guerra            |
| 2010                                           | "La Calle" (featuring Juanes)               | 26       | 9            |                                            | A Son de Guerra            |
| 2010                                           | "Lola's Mambo" (featuring Chris Botti)      | —        | —            | Tropical Songs: 29                         | A Son de Guerra            |
| 2011                                           | "Mi Bendición"                              | —        | —            |                                            | A Son de Guerra            |
| 2011                                           | "Apaga y Vamonos"                           | —        | 31           |                                            | A Son de Guerra            |
| 2012                                           | "En el Cielo No Hay Hospital"               | —        | —            |                                            | Coleccion Cristiana        |
| 2012                                           | "El Quita Pena"                             | —        | —            |                                            | Coleccion Cristiana        |
| 2013                                           | "Frío Frío" (Live) (featuring Romeo Santos) | 16       | —            |                                            | A Son De Guerra Tour       |
| 2014                                           | "Tus Besos"                                 | 8        | 2            |                                            | Todo Tiene Su Hora         |
| Sange der ikke nåede hitlisten er angivet "—". |                                             |          |              |                                            |                            |